# Brahmina subsericea
Brahmina subsericea är en skalbaggsart som beskrevs av Moser 1908. Brahmina subsericea ingår i släktet Brahmina och familjen Melolonthidae. Inga underarter finns listade.